# Statendam (schip, 1929)
Het s.s. Statendam was een passagiersschip van de Holland-Amerika Lijn (HAL) en het derde schip met die naam van de maatschappij. Toen het schip gereed was, werd het beschouwd als het modernste schip in zijn tijd. Het heeft dienstgedaan van 1929 tot en met 1940 en voer op en neer tussen Rotterdam en New York. Onderweg werden Boulogne-sur-Mer en Southampton aangedaan. Vanaf 1930 werden 's winters ook cruises gemaakt in de Caraïbische Zee.
De Statendam III werd in Belfast gebouwd op de werf van Harland & Wolff. In september 1924 werd hij te water gelaten, waarna de werkzaamheden twee jaar lang onderbroken werden. In april 1927 kreeg de HAL een staatslening van de Nederlandse overheid, waarna het schip naar Schiedam werd gesleept. Op scheepswerf Wilton werd het schip afgebouwd.
Op 11 april 1929 begon de eerste reis naar New York. De laatste reis vertrok op 24 november 1939 uit New York. Tijdens de Meidagen in 1940 lag de Statendam III afgemeerd op Rotterdam-Zuid aan de Wilhelminakade. Zodoende viel het schip reeds de eerste oorlogsdag in Duitse handen. De Duitsers plaatsten een mitrailleur aan boord om vuur uit te kunnen brengen op de Nederlandse verdedigers aan de andere oever van de Nieuwe Maas, die op hun beurt het vuur beantwoordden. Tijdens deze gevechten brak in de middag van 11 mei brand uit aan boord van de Statendam. Blussen bleek door de oorlogshandelingen onmogelijk en in de volgende dagen brandde de Statendam geheel uit. De verwoeste Statendam III werd in augustus 1940 gesloopt.
Vijf schepen van de Holland-Amerika Lijn hebben de naam Statendam gekregen.
- De eerste Statendam voer voor de HAL van 1898 tot 1910.
- De tweede Statendam werd als oceaanlijner gebouwd, maar voordat het klaar was brak de Eerste Wereldoorlog uit. Het werd in 1915 verkocht aan de Engelse regering, grijs geverfd en voor troepentransport ingericht. Het schip kreeg de naam S.S. Justicia. De Justicia werd op 19 en 20 juli 1918 door UB-64 en UB-124 zes keer getorpedeerd waarna hij zonk.
- De vierde Statendam werd voor de HAL gebouwd in 1957. In 1982 werd het schip aan de Paquet-groep verkocht en kreeg het de naam Rhapsody.
- De vijfde Statendam voer van 1992 tot 2015 onder die naam. De thuishaven was Rotterdam.